# プロスペクト・ミーラ駅 (環状線)
座標: 北緯55度46分47秒 東経37度38分01秒 / 北緯55.779626度 東経37.633635度
プロスペクト・ミーラ駅（プロスペクト・ミーラえき、ロシア語: Проспект Мира）は、モスクワ地下鉄5号線環状線の駅。プロスペクト・ミーラとは「平和大通り」の意。

## 駅の場所
駅はサドーヴァヤ環状道路の北、ミーラ大通り（平和大通り）沿いに位置している。近くにはモスクワ大学植物園のほかオリンピック・スタジアムがある。

## 歴史
環状線は1950年から一部区間が既に開通していたが、プロスペクト・ミーラ駅は1952年1月30日の延伸により開業した。このとき環状線はクールスカヤ駅からベラルースカヤ駅まで延伸されている。なお、その後環状線は1954年3月14日に全線開通し、環状線として完成した。
元々はボタニーチェスキー・サート駅（ロシア語: Ботанический Сад、「植物園」の意）という駅名であった。これは近くにモスクワ大学植物園があることに由来する。1958年、カルーシュスコ＝リーシュスカヤ線の開業に伴いボタニーチェスキー・サート駅にも乗り換え駅ができた。しかし、この駅名ではモスクワ大学植物園よりもより大きなモスクワ中央植物園を連想しがちで紛らわしく、そのため1966年に「プロスペクト・ミーラ駅」に改称された。その後1978年にモスクワ中央植物園の近くにボタニチェスキー・サート駅ができている（カルーシュスコ＝リーシュスカヤ線）。

## 装飾
元々はボタニーチェスキー・サート（「植物園」）駅という駅名であったため、駅の装飾も全体的に植物園にちなんだものとなっている。
駅の支柱は白い大理石によるもので、花を模した陶磁のフリーズが施されている。その真ん中には丸い大きなレリーフが飾られており、ソビエト連邦の農業開発がそれぞれ描かれている。駅内部の壁はウラル産の赤い大理石で、床は灰色と黒の御影石でできている。天井には円筒型のシャンデリアが吊るされている。

## 乗り換え
- プロスペクト・ミーラ駅（モスクワ地下鉄6号線）